# Amir Hetsroni
 (juin 2025).
 (juillet 2025).
Amir Hetsroni (né le 6 février 1968) est un professeur de communication et chroniqueur israélien. Il est notamment connu pour une série de déclarations controversées.

## Carrière académique
Hetsroni a étudié au lycée d'art Aleph de Tel Aviv et a obtenu un diplôme de premier cycle en psychologie, cinéma et télévision de l'Université de Tel Aviv en 1993. En 1999, il a terminé ses études doctorales au département de communication de l'Université hébraïque de Jérusalem, sous la direction de Hanna Adoni et Yaakov Shamir.
Il a été chargé de cours en communication au Collège académique de la Vallée de Jezreel de 2000 à 2009, et à partir de 2009 à l'Université d'Ariel, où il a obtenu un titre de professeur reconnu par le CHE (Conseil de l'enseignement supérieur) de Judée-Samarie, l'Université de Liverpool en Angleterre, et deux autres universités en Chine et à Istanbul.
En août 2014, il a été licencié de l'Université d'Ariel, mais a été réintégré en octobre 2014 par décision de justice. Il a ensuite été mis en congé sans solde jusqu'à la fin de son processus de licenciement le 30 septembre 2015. En 2016, il a commencé à enseigner à l'Université Koç d'Istanbul, d'où il a été licencié en 2021.

### Travaux académiques
Ses premières recherches portaient principalement sur la capacité des formats télévisuels mondiaux, tels que les jeux télévisés, à s'adapter à la culture locale. Par la suite, il a étudié l'impact des contenus télévisuels sexuels et violents controversés sur la perception de la réalité par les téléspectateurs.
Ces études s'inscrivent dans l'école de la « construction de la réalité » ou de la « théorie de la cultivation ». Cependant, Hetsroni estime que l'influence de la télévision est plus limitée que l'approche dominante de cette école. Il justifie cela par le fait que le visionnage se fait généralement sans implication éleguvée et que l'influence elle-même, ainsi que sa direction, dépendent de facteurs socio-démographiques et de variables psychologiques. Cette conclusion a conduit Hetsroni à adopter une approche critique concernant la régulation des émissions de télévision.

## Carrière médiatique
En décembre 2013, il a publié aux éditions Yediot Sfarim un roman intitulé « Pitsuhim », un récit initiatique réaliste ayant pour toile de fond l'Israël des années 1980, et contenant des éléments autobiographiques. Le roman n'a pas rencontré un grand succès commercial, mais a été salué par la critique.
En 2015, il a présenté l'émission « Parashat HaShavua » avec Raheli Rotner. En 2016, il a joué dans la série télévisée documentaire-parodique de Hanoch Daum, « Mekhashev Maslul Mehadash » (Recalcul de l'itinéraire). En 2017, il a commencé à se produire dans des spectacles de stand-up, et a également débuté des émissions télévisées sur le web avec l'émission « Sha'at Sherut » (L'heure du service) de « Halalit TV », en collaboration avec Beni Ziffer.
En mai 2020, le film « Amir Hetsroni: Étude de cas » (Amir Hetsroni | Case Study), un documentaire sur sa vie réalisé par le psychologue et cinéaste suisso-israélien Giuseppe (Yossi) Strenger, a remporté le prix du « Meilleur film documentaire » au Festival international du film de Suisse (SIFF). Plus tard la même année, « Étude de cas » a participé à d'autres festivals en Europe, notamment en Italie, en Angleterre et en Autriche, où il a également décroché le prix du meilleur montage. Le film a été tourné fin 2016, environ un mois après le décès du père d'Amir, David Hetsroni, et suit le processus de deuil de Hetsroni ainsi que sa relation avec Shirin Nufi, sa compagne de l'époque. Le film a été tourné par Aharon Treitel.
En septembre 2021, Hetsroni a commencé à diffuser une heure par semaine sur le média en ligne « Online TV ». En octobre, il a participé au film de Naor Zion, « Ha Akhim Kharira 2 ».
En septembre 2024, il a été annoncé que Hetsroni devrait animer une courte émission d'interviews sur le site « Akhla News ». L'émission aura un format satirique et comprendra de courts épisodes adaptés aux réseaux sociaux. Dans le cadre de l'émission, les personnes interviewées devront sauter sur un trampoline tout en répondant aux questions de Hetsroni. Le concept de l'émission est né d'une interview filmée avec Hetsroni et s'est concrétisé sous ce format.

## Opinions et controverses
Hetsroni a publié des articles dans divers journaux et a souvent exprimé ses opinions via son compte Facebook. Il s'est notamment exprimé avec véhémence contre le fait de mettre des enfants au monde lorsque la situation économique ne le permet pas, contre la Loi du retour et l'identité juive de l'État d'Israël, contre le service militaire dans l'armée israélienne et l'importation de femmes en Israël, ainsi que concernant le niveau qu'il considère bas des collèges universitaires.

### Genre et droits des femmes
En 2014, Hetsroni a écrit en réponse à la page Facebook « Une sur une », où des femmes racontaient les agressions sexuelles qu'elles avaient subies dans leur vie : « Il convient de louer tout particulièrement l'ingéniosité artistique de filles que, dans la vie de tous les jours, même des violeurs abjects et désespérés de sexe ont tendance à ignorer pour des raisons de manque d'attractivité, d'avoir réussi à construire un monde fantasmagorique riche et plein de débauche, où même une femme avec la barbe d'Herzl et le ventre de Fouad est une cible sexuelle désirée pour Brad Pitt. » À la suite de cette déclaration, l'Université d'Ariel en Samarie a décidé de le licencier.

### Opinions politiques
En 2010, il a publié un article intitulé « Oui à l'occupation - quand elle est rentable », en référence au contrôle israélien sur la majeure partie de la Cisjordanie. Dans le même esprit, en 2023, pendant la guerre « guerre Israël-Hamas », Hetsroni a exprimé des positions bellicistes et a appelé à l'occupation de la bande de Gaza.

En 2015, au lendemain des élections pour la 20e Knesset, il a publié un statut sur Facebook accusant la Loi du retour du règne de la droite en Israël :

« « Si nous n'avions pas ouvert les jambes sans sélection à toutes sortes de Juifs, et de quasi-Juifs, et de demi-Juifs de pays de troisième division [...] Bougie aurait gagné les élections haut la main. [...] Certes, sans immigrants, les Arabes auraient obtenu plus de mandats, mais un grand nombre d'Ahmed Tibi en minorité vaut mieux qu'une majorité de Miri Regev. » »

À la suite de cela, il a été invité avec la journaliste Amira Bouzaglo à un panel dans l'émission « Yom Hadash » (Nouveau Jour), où il a affirmé que la Loi du retour était une loi raciste. Il a provoqué une tempête médiatique lorsque, en réponse à l'accusation de Bouzaglo de le traiter de « fasciste, raciste et misérable », il a déclaré : « Rien de mal ne serait arrivé si tes parents étaient restés au Maroc, et y avaient pourri. » Après la réponse de Bouzaglo, « La différence entre toi et Hitler, je ne la vois pas en ce moment » et « Qui t'a permis d'enseigner à l'académie ? », il a répliqué : « J'ai obtenu mon professorat honnêtement », « Je n'ai pas étudié comme toi dans un collège de septième division. » À ce stade, le présentateur de l'émission, Yoav Limor, lui a dit qu'il n'avait jamais eu aussi honte que de « l'amas d'absurdités qui sort de ta bouche » et que pour lui, l'interview était terminée.

« « Si nous n'avions pas ouvert les jambes sans sélection à toutes sortes de Juifs, et de quasi-Juifs, et de demi-Juifs de pays de troisième division [...] Bougie aurait gagné les élections haut la main. [...] Certes, sans immigrants, les Arabes auraient obtenu plus de mandats, mais un grand nombre d'Ahmed Tibi en minorité vaut mieux qu'une majorité de Miri Regev. » »

Le jour de Jérusalem, le 17 mai 2015, une interview de Hezroni a été publiée, dans laquelle il annonçait qu'à la suite de la « persécution du monde universitaire et des médias contre lui », il avait l'intention de servir de porte-parole à ceux qui cherchaient à boycotter le pays et à diffamer son nom, alors qu'il quittait le pays pour le Danemark  .
Après la mort de ses parents, sa mère en 2011 et son père en 2016, Hetsroni a choisi de graver des messages provocateurs sur leurs pierres tombales.
Le 2 mai 2022, lors d'une émission spéciale de la chaîne Online TV à Ashdod à l'occasion du Yom Hazikaron (Jour du Souvenir pour les soldats tombés d'Israël), un adolescent lui a jeté une chaise au visage, après qu'il ait déclaré qu'il ne se levait pas pendant la sirène de Yom Hazikaron. À la suite de cet incident, la diffusion a été interrompue et Hetsroni a été évacué par l'ambulance, le Magen David Adom, vers l'hôpital Assuta d'Ashdod. Pendant qu'il recevait des soins médicaux, il a dit à la bénévole du Magen David Adom qui s'occupait de lui : « Toute ma vie je dirai que vous devez retourner au Maroc. C'est mon opinion et je la dirai toute ma vie. » Il a ensuite porté plainte auprès de la police. Dans un article de réponse publié par la suite sur le site Ice, Hetsroni a raconté qu'en plus de l'agression, des insultes lui avaient été proférées, du gaz poivre et des produits de nettoyage avaient été pulvérisés, et les vitres de sa voiture avaient été brisées. L'incident a entraîné des condamnations de la part de célébrités et de personnalités des médias comme Sivan Cohen, « HaTzel (rappeur israélien », Evgeny Zharovinsky et Itay Shechter. Une vidéo de l'incident, où l'on voit Hetsroni, stupéfait, étreindre le présentateur Kobi Swissa, est devenue populaire et a engendré de nombreux hommages sur internet et même au-delà, y compris une imitation dans l'émission « Eretz Nehederet (série télévisée) ».

### Procès contre Facebook
En avril 2018, Facebook a fermé son profil qui comptait des dizaines de milliers d'abonnés, affirmant qu'il diffusait des discours de haine. Hetsroni a poursuivi la société Facebook, exigeant la restitution de son profil et une indemnisation d'un million de shekels. En janvier 2021, le tribunal a décidé de rejeter la plainte de Hetsroni et il a été condamné à payer les frais de justice d'un montant de 30 000 shekels. En avril 2021, Hetsroni a déposé une plainte contre « TikTok » en raison de la fermeture de son compte.

### Conflits avec les institutions académiques
Hetsroni a poursuivi le Collège académique de la Vallée de Jezreel, qui cherchait à le licencier, et l'affaire a été réglée à l'amiable. En avril 2014, Hetsroni a été convoqué à une audience avant un licenciement de l'Université d'Ariel en raison de ses déclarations, mais le tribunal du travail a statué qu'il ne pouvait pas être licencié par une procédure administrative et qu'une discussion était nécessaire devant la commission disciplinaire de l'Université. En août 2014, Hetsroni a reçu un avis de licenciement de l'Université et a fait appel de cette décision devant une commission d'appel. L'Université a affirmé que le licenciement était dû à des déclarations offensantes envers de nombreuses populations, y compris les femmes. Selon l'Université, Hetsroni aurait dit que « les femmes luttent contre l'exploitation, le harcèlement et le viol uniquement parce qu'elles ne sont pas attirantes ». Il a également dénigré la profession des sciences de la communication qu'il enseignait, la qualifiant de « sciences du néant ». En juin, Hetsroni a été licencié de l'Université sans préavis, sous prétexte de comportement inapproprié et d'avoir causé des dommages à l'appartement de la faculté en laissant la fenêtre ouverte. À la suite de cela, Hetsroni a annoncé son intention de quitter le milieu universitaire, estimant qu'il n'y avait pas de place pour les personnes ayant des opinions hétérodoxes.

## Vie privée
Hetsroni est né à Tel Aviv, fils unique de Sima (née Kolker) et David Hetsroni (originairement Shatsgovsky). Il a effectué son service militaire au sein de la revue « BaMahane Gadna ».
Hetsroni réside à Karmei Yosef par intermittence depuis 1998. En mai 2015, il a quitté Israël pour s'installer à Copenhague, au Danemark, puis a déménagé en Chine, avant de retourner chez lui à Karmei Yosef.
De 2015 à 2017, il a eu une relation complexe et médiatisée avec l'avocate Shirin Naufi, une Arabe chrétienne israélienne. De 2019 à 2021, il a entretenu une relation avec Nevsal Sungur en Turquie. Hetsroni a déclaré dans plusieurs interviews qu'il se considérait comme non-parental et qu'il avait de l'aversion pour les enfants.